# Sombrero vueltiao

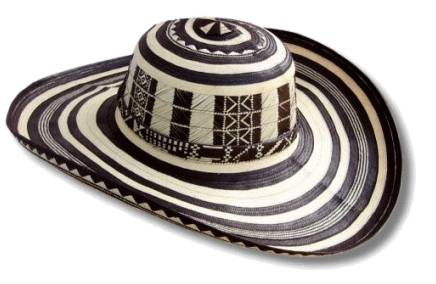
Sombrero vueltiao

De sombrero vueltiao is een traditionele Colombiaanse hoed die wordt gemaakt van de lokale grassoort gynerium sagittatum, ook bekend als caña flecha. Het woord vueltiao is afgeleid van het woord vuelta, wat "ronde" betekent, en verwijst naar de techniek waarmee de hoed is gemaakt. De kwaliteit van de dop wordt bepaald door het aantal windingen dat bij de vorming is gebruikt en door de flexibiliteit van het materiaal. De oorsprong van de sombrero vueltiao wordt over het algemeen toegeschreven aan de Zenú-bevolking in Colombia. De hoed is een van de nationale symbolen van Colombia.